# Castelfranco di Sotto
Castelfranco di Sotto ist eine italienische Gemeinde mit 13.625 Einwohnern (Stand 31. Dezember 2023) in der Provinz Pisa in der Region Toskana.

## Geografie

Lage der Gemeinde in der Provinz Pisa

Die Gemeinde erstreckt sich über rund 48 km². Sie liegt etwa 45 km westlich der Regionalhauptstadt Florenz und 30 km östlich der Provinzhauptstadt Pisa am Arno und am Kanal Usciana.
Zu den Ortsteilen zählen Chimenti (teilweise), Galleno (teilweise), Orentano, Staffoli (teilweise, gehört auch zu Santa Croce sull’Arno) und Villa Campanile.
Die Nachbargemeinden sind Altopascio (LU), Bientina, Fucecchio (FI), Montopoli in Val d’Arno, San Miniato, Santa Croce sull’Arno und Santa Maria a Monte.

## Geschichte
Castelfranco di Sotto entstand im 11. Jahrhundert unter dem Namen Castelfranco nel Valdarno di Sotto (dt. Steuerbefreite Burg im unteren Arnotal) als Zusammenschluss der Orte San Bartolomeo a Paterno, San Michele in Carpugnana, San Piero a Vigesimo und San Martino in Catiana unter der Herrschaft von Lucca. Die Steuerbefreiung resultierte aus einem Erlass der Regierung von Lucca, die dadurch die Besiedelung der Grenzregion zu Florenz und Pisa fördern wollte, um ihre eigenen Grenzen abzusichern. In der ersten Hälfte des 13. Jahrhunderts wurde die Stadtmauer mit sechzehn Türmen errichtet. Der Palazzo Pretorio entstand im 15. Jahrhundert.
Durch die Gebiets- bzw. Provinzreform 1925 unter Mussolini wechselten einige Orte der Provinz Pisa zur Provinz Livorno, im Gegenzug erhielt die Provinz Pisa die Orte Castelfranco di Sotto (und Montopoli in Val d’Arno, Santa Maria a Monte, San Miniato und Santa Croce sull’Arno) von der Provinz Florenz (heute Metropolitanstadt Florenz).

## Veranstaltungen
Jedes Jahr am zweiten Sonntag im Juni findet der Palio dei Barchini con le Ruote (Palio der Schiffchen auf Rädern) statt. Dabei treten die vier Contraden San Michele in Caprugnana, San Martino a Catiana, San Bartolomeo a Paterno und San Pietro a Vigesimo auf der Piazza Garibaldi gegeneinander an. Die Veranstaltung in historischen Kostümen findet am 8./9. Juni 2019 zum 33. Mal statt.